# Шолта
Шолта (на хърватски: Šolta) е остров в южната част на Хърватия в Адриатическо море, близо до далматинското крайбрежие.

## Общи сведения
Островът има площ 58,98 км², дължина 19 км, ширина 3 км, дължина на бреговата линия 73,1 км. Най-високата му точка е връх Вела Стража (237 м). Шолта е част от архипелаг, включващ още освен разположения на изток от него остров Брач, Хвар на югоизток и остров Дървеник Вели на северозапад. От Брач го отделя тесният пролив Сплитска врата, а от Дървеник Вели – Шолтанският канал.
В административно отношение Шолта попада в Сплитско-далматинска жупания. С континенталната част (град Сплит) островът е свързан с редовна фериботна линия.
С мекия си климат, живописните заливи, богатата си история, от която са останали голям брой следи до наше време, и провежданите тук няколко големи фолклорни фестивала Шолта е привлекателно място за туризъм.

## История
Археологическите разкопки, проведени от Университета на Бирмингам, разкриват над 200 обекта на острова, от които 33 са праисторически. Още по-многобройни са следите от римската епоха, сред които значителен брой руини от римски вили, фрагменти от мозайки, колони и саркофази, както и християнска базилика от VI-VII в. пр.н.е. близо до съвременната църква в село Грохоте. Шолта е спомената с древното си име Олинта от Псевдо-Скилакс, който описва с подробности далматинското крайбрежие през IV в. пр.н.е.
Островът подобно на повечето острови в Адриатическо море в миналото често е застрашаван от пиратски нападения. Такова нападение например има през 1240 г. както съобщава Тома Архидякон. През XVI в. за пореден път надвисва такава заплаха, този път от пирати борещи се против османците, но извършващи нападения и над територии под контрола на Венеция, какъвто е случаят с Шолта. В Библиотека Марчана във Венеция се съхранява ръкописна карта на Шолта от същата епоха, 1590 г., дело на Антонио Мило, с бележки за селата на острова. От този период датира малката крепост на Рогач, кулата на пристанището в Маслиница, както и отбранителните кули на Грохоте, в които днес се помещава общинската администрация на Шолта. В Маслиница към кулата е построен и малък замък от 1708 г. с герба на рода Мартинис-Марчи. Някои от населените места, отбелязани на картата от 1590 г. на Антонио Мило, понастоящем вече са загубили всякакво стопанско значение като селището Порто Росо в южната част на Шолта, но една по-късна карта на острова, също венецианска, вярно посочва названията на основните села (на италиански език), които и до днес съществуват: Grochotte (Грохоте), Villa sup. (Горние село), Villa di Mezzo (Средние село), Villa inf. (Долние село) и Olivetto (Маслиница).
Между 1418 и 1797 г. Шолта е притежание на Венеция, на Австрия до 1918 г., за кратко на Франция от 1805 до 1813 г. Администрацията на острова започва да използва официално хърватския език от 1870 г. вместо дотогава използвания италиански и латински.
След Първата световна война Шолта влиза в състава на Кралството на сърби, хървати и словенци, а след Втората световна война става част от Югославия. От 1991 г. след разпада на Югославия принадлежи на независима Хърватия.

## Флора и фауна
През XIX в. островът е сериозно обезлесен, когато в необитаваните му части и в по-слабо заселените райони се изграждат пещи за изпичане на естествен варовик, които се поддържат с дървен материал от околността. Друга причина за обезлесяването е свързана с уязвимостта на Шолта, подобно на останалите далматински острови, от избухване на горски пожари вследствие горещините през летния сезон, което се случва на няколко пъти в последните години.
По платото, което заема централната част на острова, се отглеждат лозя и маслини.
Животинският свят е доста разнообразен като често срещани са фазаните и совоподобните. От последните чухалът е символът и талисманът на Шолта.

## Население
Населението на Шолта е 1479 души (2001) и е съсредоточено в осем селища. От цялото население 94,59 % са хървати. Общинската администрация се помещава в Грохоте.
В таблицата по-долу е представен броят на жителите в осемте селища на острова:
| Грохоте | Горние село | Стоморска | Маслиница | Долние село | Средние село | Рогач | Нечуям |
| 425     | 217         | 199       | 174       | 156         | 128          | 100   | 80     |

Впрочем населението на Шолта отбелязва сериозен спад за последните сто години – от 3687 души през 1900 г. на 1479 през 2001 г. Типично и за останалите далматински острови една значителна част от населението емигрира в края на XIX в. към континенталната част, но и по-далеч – в Австралия, Чили, Канада, където днес живее компактна хърватска емигрантска общност. През 1943 г. останалото население е евакуирано от острова и прехвърлено до 1946 г. в египетските бежански лагери в Синай заради боевете между германците и съюзниците в края на Втората световна война. Тогава именно много домове пострадват от бомбардировките на британците.

## Галерия
- Остров Шолта
- Село Маслиница (Шолта)
- с. Доние Село (Шолта)
- Къщи в с. Грохоте (Шолта)